# Liste der Naturdenkmäler in Auer (Südtirol)
Die Liste der Naturdenkmäler in Auer (italienisch Ora) enthält die drei als Naturdenkmal ausgewiesenen Objekte auf dem Gebiet der Gemeinde Auer in Südtirol.
Basis ist das im Internet einsehbare offizielle Verzeichnis der Naturdenkmäler in Südtirol (Stand: 23. Januar 2015). Dabei kann es sich um botanische, geologische oder hydrologische Naturdenkmäler handeln. Die Reihenfolge in dieser Liste orientiert sich an der ID, alternativ ist sie auch nach dem Namen sortierbar.

## Liste
| Foto |                 | Name                                                 | Standort                                                             | Beschreibung                           |
| ---- | --------------- | ---------------------------------------------------- | -------------------------------------------------------------------- | -------------------------------------- |
| ja   | Datei hochladen | Uferlebensraum zwischen Etsch und Gießen ID: 007_G01 | 46° 20′ 41″ N, 11° 16′ 54″ O                                         | Hydrologisches Naturdenkmal: Augebüsch |
| ja   | Datei hochladen | Platanenallee ID: 007_G02                            | 46° 20′ 41″ N, 11° 17′ 33″ O Südeinfahrt ins Dorf                    | Botanisches Naturdenkmal: Allee        |
| ja   | Datei hochladen | Eislöcher ID: 007_G03                                | 46° 22′ 34″ N, 11° 19′ 5″ O Industriegebiet Nord - auf Firmengelände | Geologisches Naturdenkmal: Eisloch     |

| Foto: | Fotografie des Naturdenkmals. Klicken des Fotos erzeugt eine vergrößerte Ansicht. Daneben finden sich zwei Symbole: |
| ID    | Identifikator bei der Abteilung Natur, Landschaft und Raumentwicklung der Südtiroler Landesverwaltung               |